# Wolf Leslau

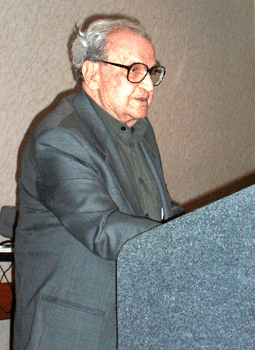
Wolf Leslau, 2004

Wolf Leslau (* 14. November 1906 in Krzepice, Russisch-Polen; † 18. November 2006 in Fullerton, Kalifornien) war ein amerikanischer Linguist, Semitist und Äthiopist. Er war Professor für nahöstliche Sprachen an der University of California, Los Angeles.

## Leben
Geboren in damals russisch beherrschten Teil Polens, wuchs Leslau in einer sehr armen, jüdischen Familie auf und verlor früh seine Eltern. Als Jugendlicher engagierte er sich im sozialistisch-zionistischen Hashomer Hatzair und plante, nach Palästina auszuwandern, wo ihm die Einreise jedoch wegen des Verdachts einer Tuberkuloseinfektion verweigert wurde. Nach Abschluss des jüdischen Gymnasiums in Częstochowa (Tschenstochau) verweigerte er im inzwischen unabhängigen Polen den Wehrdienst (weshalb ihm die polnische Staatsbürgerschaft aberkannt wurde) und ging 1926 nach Wien. Dort studierte er am Hebräischen Pädagogium sowie der Universität Wien Semitistik und Altorientalistik (namentlich bei Viktor Christian), insbesondere Akkadisch, Arabisch sowie Altsüdarabische Sprachen. In Wien lernte er Charlotte Halpern kennen, die französische Literatur studierte und die er später heiratete.
Mit Halpern zog Leslau 1931 nach Paris, um sein Studium bei Marcel Cohen, einem Experten für äthiopische und südarabische Sprachen, an der École pratique des hautes études (EPHE) fortzusetzen. Er machte an der École nationale des langues orientales vivantes (Langues O') Diplome in Hocharabisch und Amharisch und erlangte 1934 eine Licence-ès-lettres der Universität von Paris (Sorbonne). Ein anschließendes Forschungsstudium an der EPHE schloss er 1935/36 mit einer Dissertation über das Soqotri (die südarabische Sprache der Insel Sokotra) ab. Nachdem Bemühungen um eine Einbürgerung gescheitert waren, wurde er bei Kriegsausbruch im Oktober 1939 als „unerwünschter Ausländer“ interniert, zunächst im Lager von Vernet in den Pyrenäen, dann im Camp des Milles in der Provence. Auch während der Internierung setzte er seine wissenschaftliche Arbeit fort und stellte 1941 eine Monographie über das Tigrinya fertig. Bevor die deutsche Besatzungsmacht das Lager von Les Milles übernahm, gelang ihm die Flucht. Durch Bemühungen seines Lehrers Marcel Cohen bekamen Leslau, seine Frau und ihre neugeborene Tochter im Mai 1942 ein Visum, das ihnen die Emigration in die Vereinigten Staaten erlaubte.
In New York lehrte er an französischsprachigen Exilhochschulen, der New School for Social Research sowie am Asia Institute. Nach Ende des Zweiten Weltkriegs unternahm er 1946 mit einem Guggenheim-Stipendium eine erste Forschungsreise nach Äthiopien. Von da an kehrte er bis 1976 im ungefähr zweijährlichen Rhythmus zu jeweils mehrmonatigen Feldforschungen dorthin zurück. Leslau spezialisierte sich auf die Erforschung der semitischen Sprachen Äthiopiens und veröffentlichte unzählige Arbeiten zu fast allen äthiosemitischen Sprachen. 1951 wurde er zum Professor für Semitistik an der Brandeis University in Waltham (Massachusetts) ernannt und 1952 in die American Academy of Arts and Sciences gewählt. Er zog trotz der Bitten Marcel Cohens nicht nach Paris zurück, habilitierte sich aber 1953 an der Sorbonne mit zwei Schriften – einer beschreibenden und vergleichenden Studie der südäthiopischen Gafat-Sprache sowie einer ethnologischen Arbeit über Bräuche und Glauben der äthiopischen Juden – zum Doctorat-ès-Lettres.
Leslau wurde 1955 auf die Professur für Hebräisch und Semitische Sprachwissenschaft an der University of California, Los Angeles (UCLA) berufen. Dort baute er ab 1959 die Abteilung für nahöstliche und afrikanische Sprachen auf (später Abteilung für nahöstliche Sprachen und Kulturen), die er bis 1965 leitete. 1976 trat er in den Ruhestand. Bis zu seinem Tod im Alter von 100 Jahren war er Emeritus an dieser Universität.